# 湯屋番
湯屋番（ゆやばん）は古典落語の演目の一つ。『滑稽噺』の一つで、落語によく出てくる【道楽者の若旦那】が主人公。タイトルの『湯屋番』は【湯屋の番台】の略。
江戸時代から続く古い話で、明治の大看板、初代三遊亭圓遊が得意としていた。その後は代々柳家一門が得意とし、特に3代目柳家小さんが現代に通じるスタンダードな型を作った。またその弟子の新作派の4代目柳家小さんは「帝国浴場」として大胆にアレンジして演じた。
現代では10代目柳家小三治やその弟子である柳家三三が手がけている。また、3代目笑福亭仁鶴が大阪に持ち帰りそのまま『湯屋番』の演目で演じている。

## あらすじ
主人公の若旦那は吉原通いに夢中になった挙句に勘当され、今は出入りの大工・熊五郎宅の二階に居候している。まったく働かずに遊んでばかりいる若旦那に困った棟梁がどこかへ奉公に行く事を薦めると、若旦那は湯屋で働きたいと言い出し、棟梁に紹介状を書いてもらって湯屋にやってくる。主人からは燃料となる木屑拾いや煙突掃除の仕事を勧められるがそれを断り、女湯見たさに番台の仕事をさせてもらう。しかし上がってみると女湯に客の姿はない。がっかりした若旦那だったが、女湯に来た客が自分に惚れるところを妄想してひとり芝居を始めてしまう。そのおかしな様子に気づいた男湯の客たちが集まってきて眺めているが若旦那の妄想はエスカレートするばかり。そこで一人の男が若旦那を怒鳴りつけ、帰るから下駄を出せと言うが下駄が見つからない。しかし若旦那は平気な顔で「そっちの高そうなのをお履きなさい」と答える。それでは他の客が困るだろうと男が言うと若旦那が「いいでんすよ。順ぐりに履かせて、一番おしまいは裸足で帰しますから」。

## 銭湯の名前いろいろ
演者が所属する一門により、噺の舞台となる銭湯の名前が変わるのもこの噺の特徴。
- 柳家小さん系：奴湯
- 三遊亭一門：桜湯

## 熊五郎さんに拍手
若旦那の居候先は何故か『大工の熊五郎』さんの家が多い。この湯屋番以外にも、『紙屑屋』等でマイペースな若旦那に振り回されている。